# Odświeżanie
Odświeżanie – liczba wykonanych przez monitor wyświetleń w czasie sekundy. Wartość ta jest częściowo związana z pojęciem FPS (ang. frame per second – liczba klatek na sekundę). Dla wyświetlanego obrazu, który ma być interpretowany przez ludzkie oko jako ciągły, wymagane jest odświeżanie częstsze niż 16 Hz (16 FPS) – poniżej tej wartości człowiek będzie postrzegał film jako ciąg klatek, nie zaś jako ruchomy obraz.

## Ekrany CRT

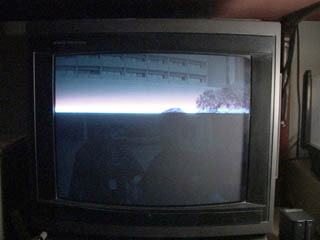
Fotografia przedstawiająca wiązkę elektronów tworzących obraz

W przypadku klasycznych kineskopowych monitorów, obraz rysowany jest przez wiązkę elektronów, która uderza w powierzchnię ekranu pokrytą luminoforem, co wywołuje jego świecenie. Obraz tworzony jest poziomymi liniami od lewego górnego rogu. Najpierw rysowane są wszystkie linie nieparzyste (pierwszy półobraz), a następnie pomiędzy nieparzyste wrysowywane są linie parzyste (drugi półobraz) co pozwala przy przesyłaniu 25 klatek na sekundę uzyskać odświeżanie 50 Hz.

## Ekrany LCD
W monitorach LCD nie można przyjąć jednoznacznej definicji odświeżania z uwagi na to, że piksele mogą być sterowane w grupach (STN) lub niezależnie (TFT). Ogólnie przyjmuje się, że jest to czas reakcji matrycy na zmianę pojedynczej komórki obrazu (piksela), powiększony o zjawisko opóźnienia wyświetlania (tzw. opóźnienie wejścia).
Określanie częstotliwości odświeżania ma sens dla monitorów LCD wykorzystywanych w telewizorach 3D, które naprzemiennie wyświetlają obraz dla prawego i lewego oka. Odświeżanie 200 Hz oznacza, że obraz dla każdego oka wyświetlany jest 100 razy w ciągu sekundy.